# Simplon metróállomás
A Simplon egy metróállomás Franciaországban, Párizsban a párizsi metró 4-es metróvonalán. Tulajdonosa és üzemeltetője a RATP.

## Metróvonalak
Az állomást az alábbi metróvonalak érintik:
- 4-es metróvonal

## Kapcsolódó állomások
A metróállomáshoz az alábbi állomások vannak a legközelebb:
- Porte de Clignancourt (Porte de Clignancourt, 4-es metróvonal)
- Marcadet – Poissonniers (Bagneux–Lucie Aubrac metróállomás, 4-es metróvonal)